# Fabian Molina

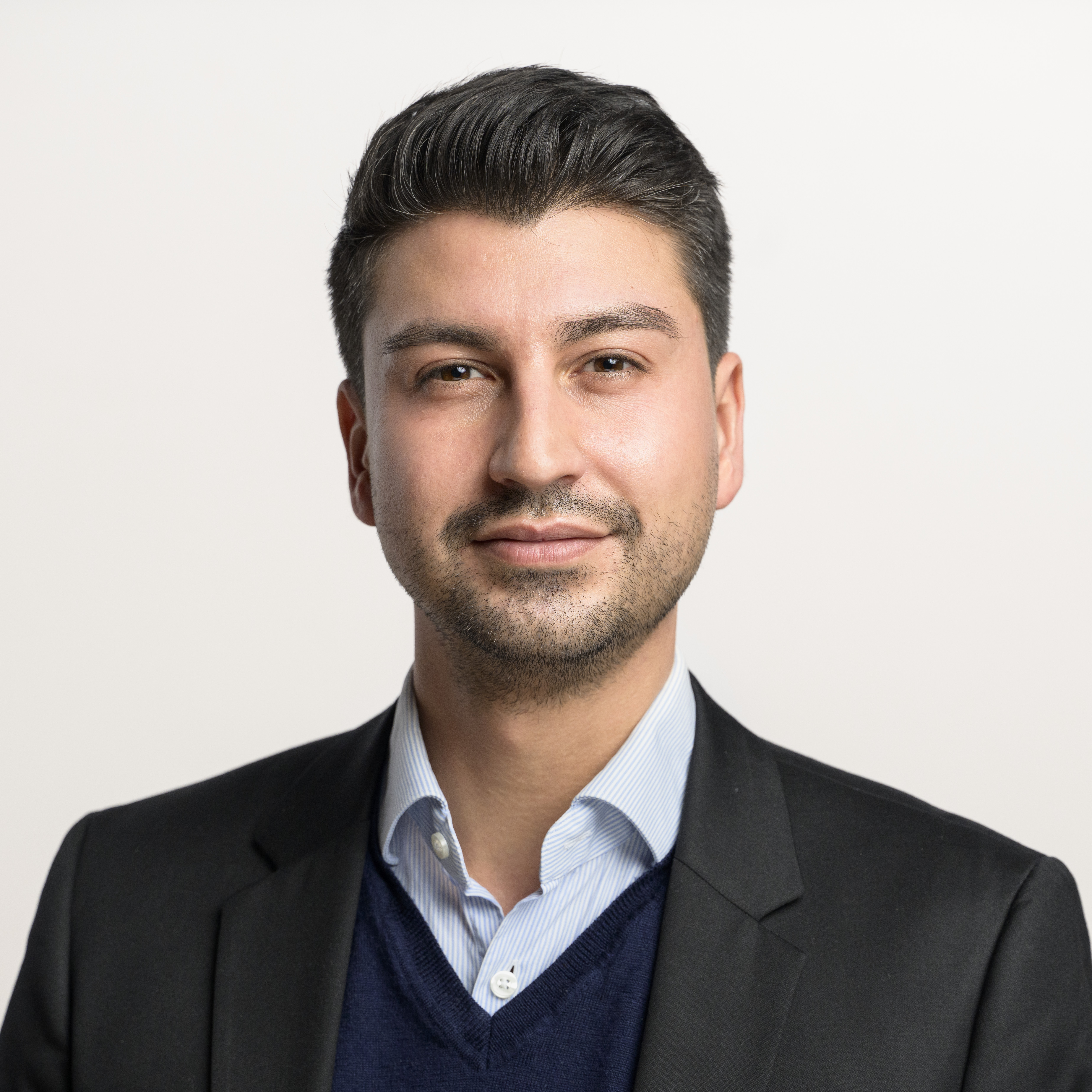
Fabian Molina (2023)

Fabian Molina (* 8. Juli 1990 in Uster; heimatberechtigt in St. Gallen und Neunkirch) ist ein Schweizer Politiker (SP). Von 2014 bis 2016 war er Präsident der Juso Schweiz. Seit 2018 ist er Mitglied des Nationalrates und spezialisiert auf Aussen-, Entwicklungs- und Sicherheitspolitik.

## Leben
Fabian Molina ist in Illnau-Effretikon aufgewachsen, sein Vater war ein sozialistischer Aktivist in Chile und floh nach 13 Gefängnisaufenthalten und Folterung durch das chilenische Militär unter der Diktatur von Augusto Pinochet in die Schweiz, wo er Molinas Mutter heiratete. Molina hat drei Geschwister. Von 2006 bis 2010 besuchte Molina die Kantonsschule Büelrain in Winterthur. Nach Abbruch vor dem Maturajahr, bestand er 2011 die Matura und begann sein Studium in Geschichte und Philosophie an der Universität Zürich.
Molina war von 2011 bis 2014 Jugendsekretär bei der Gewerkschaft Unia. Von 2017 bis 2018 war er zunächst wissenschaftlicher Mitarbeiter beim Hilfswerk Swissaid und seit dem 6. Juni 2019 Co-Präsident bzw. Präsident. Zudem ist er Mitglied bei Amnesty International, Public Eye, Greenpeace, Gruppe Schweiz ohne Armee (GSoA) und Solidar Suisse.
Molina spricht vier Sprachen (Deutsch, Französisch, Englisch und Spanisch).

## Politische Laufbahn
Molina trat 2006 der SP bei. Bereits mit 19 Jahren wurde er in den Grossen Gemeinderat, das Stadtparlament von Illnau-Effretikon, gewählt, dem er sechs Jahre lang angehörte. Von 2007 bis 2009 wirkte er im Vorstand der SP Illnau-Effretikon mit. Gleichzeitig gründete er 2008 die Juso Illnau-Effretikon und war Vize-Präsident der Schülerorganisation seiner Kantonsschule. 2009 wurde er zum Co-Präsidenten der Juso Kanton Zürich gewählt. Molina kandidierte 2011 für das Präsidium der Juso als Nachfolger von Cédric Wermuth. Er erhielt 84 von 296 Stimmen. Am 16. März 2014 kandidierte Molina erneut für das Präsidium und wurde zum Nachfolger von David Roth als Präsident der Juso Schweiz gewählt. Er wurde damit verbunden auch Vize-Präsident der SP Schweiz. Bis Januar 2015 war er Mitglied der Geschäftsleitung der SP Kanton Zürich.
An der Jahresversammlung 2016 der Juso Schweiz gab Molina seinen Rücktritt als Präsident auf Juni 2016 bekannt und sprach den Wunsch nach einer weiblichen Nachfolge aus. Im August 2017 rückte er für den Wahlkreis Pfäffikon in den Zürcher Kantonsrat nach. Ein knappes Jahr später, im März 2018, rückte er nach dem Rücktritt von Tim Guldimann als Nationalrat nach. Seit den Eidgenössischen Wahlen 2015, bei denen er auf der Liste der SP im Kanton Zürich für den Nationalrat kandidiert hatte und dabei 88'744 Stimmen erzielte, besetzte er den ersten Ersatzplatz auf der SP-Liste für die Legislatur 2015–2019. Molina wurde Mitglied der Aussenpolitischen Kommission des Nationalrates, der er bis heute angehört. Zudem ist er Leiter der Parteiaussenpolitik der SP Schweiz und als solcher Vertreter seiner Partei im Präsidium der SP Europa und bei der Progressiven Allianz. Im Oktober 2018 nahm an er zusammen mit anderen Europäischen Parlamentariern an einer Konferenz zu Migration und sozialer Gerechtigkeit in Ougadougou in Burkina Faso teil. Bei den Parlamentswahlen 2019 wurde Molina mit 81'905 Stimmen wieder in den Nationalrat gewählt. Er wurde zusätzlich Mitglied in der Geschäftsprüfungskommission. Nach den Wahlen 2023 wechselte er in die Sicherheitspolitische Kommission.

### Politische Positionen
Zum 1. August 2014, dem Nationalfeiertag der Schweiz, forderte er zum hundertjährigen Gedenken an die Mobilmachung für den Ersten Weltkrieg das Aufhängen der Peace-Fahne als Zeichen gegen Nationalismus. Er warnte davor, dass «der Nationalismus ist für die zunehmende Militarisierung und Aufrüstung in der ganzen Welt verantwortlich» sei und verwies dabei unter anderem auf die Konflikte in der Ostukraine und in Gaza. Für diese Aussage wurde er von nationalistischen Kreisen heftig angefeindet und erhielt Morddrohungen. 2015 ergriff die Juso zusammen mit anderen Gruppierungen das Referendum gegen das neue Nachrichtendienstgesetz. Als Präsident der Juso setzte sich Molina gegen einen «neuen Schnüffelstaat» und gegen die «anlasslose Massenüberwachung» der Bevölkerung ein. Im Abstimmungskampf zur Volksinitiative "Keine Spekulation mit Nahrungsmitteln!", die schlussendlich abgelehnt wurde, übernahm er eine führende Rolle.
Molina ist ein Anhänger der Wirtschaftsdemokratie. Mit parlamentarischen Vorstössen und in einer Arbeitsgruppe der SP setzt er sich für bessere Rahmenbedingungen für alternative Wirtschaftsformen ein.
2021 setzte sich Molina entgegen der Parole seiner Partei in der Referendumsabstimmung zum Wirtschaftspartnerschaftsabkommen der EFTA mit Indonesien für ein Ja ein. Er argumentierte, dass es sich bei dem Abkommen um einen wichtigen Schritt zu griffigen Nachhaltigkeitsbestimmungen in der Handelspolitik der Schweiz handle, auf dem man bei zukünftigen Abkommen aufbauen könne. Das Abkommen wurde in der Volksabstimmung darauf knapp angenommen.
Während der COVID-19-Pandemie setze sich Molina für den Schutz von besonders vulnerablen Personen ein und befürwortete zu diesem Zweck eine Impfpflicht.
2022 nahm er an einer unbewilligten Demonstration gegen den Aufmarsch von Neonazis der Jungen Tat in Zürich teil, in deren Nachgang es zu Sachbeschädigungen kam. Er publizierte ein Foto von sich an der Demonstration auf der Plattform Instagram mit dem Text «Züri stabil nazifrei» und lobte in den Sozialen Medien die Antifa. Zuvor bezeichnete er «Antifaschisten» als Helden. Die Teilnahme an der Demo löste eine Kontroverse aus und Molina wurde in den rechtsgerichteten Medien «Weltwoche» und «Nebelspalter» massiv für das Tragen einer Covid-19-Schutzmaske kritisiert und für die auf die Kundgebung folgenden Sachbeschädigungen verantwortlich gemacht. Molina erhielt später für die Teilnahme an einer nicht bewilligten Veranstaltung eine Busse. Am 12. Dezember 2023 nahm der Nationalrat ein Postulat von Molina an, das den Bundesrat beauftragte, Statistiken zu gewalttätigen rechtsextremen, rassistischen und antisemitischen Gruppierungen in der Schweiz vorzulegen.
2019 schlich sich bei einer SP-Konferenz mit dem Titel «Gleiche Chance, gleiche Rechte: Eine demokratische Türkei für alle», die im Bundeshaus mit Vertretern der türkischen Schwesterparteien HDP und CHP organisiert wurde und an deren Organisation Molina beteiligt gewesen war, ein Verurteilter Al-Qaida-Unterstützer ein. Molina und seine Partei entschuldigten sich für den Fehler.
Molina ist Mitglied der parlamentarischen «Freundschaftsgruppe Schweiz-Palästina». 2017 und 2022 lehnte er die Einstufung der Hamas als Terrororganisation ab. 2023 verurteilte er den Terrorangriff der Hamas auf Israel und ist seitdem für ein Verbot der Hamas. Wenige Tage nach dem Angriff der Hamas auf Israel empfing er die Angehörigen von israelischen Geiseln im Bundeshaus. Nach dem Gespräch rief er zu deren Freilassung, zur Bestrafung der Täter und zu einer Verhandlungslösung im Konflikt auf. Vor dem Hintergrund der israelischen Offensive im Gazastreifen verlangte er von Israel die Einhaltung des humanitären Völkerrechts sowie Massnahmen zum Schutz der Zivilbevölkerung. Molina kritisierte Aussenminister Ignazio Cassis dafür, dass dieser UNRWA-Gelder aussetze und setze sich dafür ein, dass diese Zahlungen rasch wieder aufgenommen werden, was am 30. April 2024 geschah. Im Mai 2024 forderte Molina die Anerkennung Palästinas unter der Bedingung der Freilassung aller israelischer Geiseln. In der Debatte im Nationalrat wandte er sich gegen radikale Kräfte in Israel und Palästina, die eine Zwei-Staaten-Lösung sabotierten.